# MT (Biella)
MT is een historisch motorfietsmerk.
MT stond voor: Teresio Muratore, Tollegno, Biella.
MT was een Italiaans merk dat van 1947 tot 1954 interessante 248 cc paralleltwins met voorover hellende cilinders bouwde. Er werden er maar weinig van verkocht, niet alleen onder de merknaam MT, maar ook als OMT.